# NStB Austria - Saatz
Az NStB  Austria - Saatz egy szerkocsisgőzmozdony-sorozat volt az osztrák-magyar k.k. Nördlichen Staatsbahn (NStB)-nál.
A hét mozdonyt a Cockerill-Sambre építette a belgiumi Seraingben 1846-ban . Ezek az akkor szokásos ferde hengerelrendezésűek voltak, hogy a forgóváz szabad mozgását ne akadályoztzák. A Stanicli kémény fatüzelésre utal. 
Az NStB a mozdonyoknak a AUSTRIA, PODIEBRAD, WIESENBERG, SCHÖNBERG, PILSEN, KLATTAU és SAATZ neveket, valamint a 46-52 pályaszámokat adta. Amikor 1855-ben a StEG felvásárolta az NStB-t a mozdonyokat átszámozta 44-50 pályaszámúra.
1873-ig selejtezték őket.

## Fordítás
- Ez a szócikk részben vagy egészben  a   NStB – Austria bis Saatz című német Wikipédia-szócikk fordításán alapul.  Az eredeti cikk szerkesztőit annak laptörténete sorolja fel. Ez a jelzés csupán a megfogalmazás eredetét és a szerzői jogokat jelzi, nem szolgál a cikkben szereplő információk forrásmegjelöléseként. Az eredeti szócikk forrásai szintén ott találhatóak.